# Campeonato Descentralizado 2011
El Campeonato Descentralizado 2011, por razones de patrocinio como Copa Movistar 2011, fue la edición número 95 de la Primera División del Perú, la cuadragésimo sexta desde que se descentraliza en 1966, la cuadragésimo sexta bajo la denominación de Campeonato Descentralizado y la primera bajo el patrocinio de Movistar.
Se inició el 12 de febrero y finalizó el miércoles 14 de diciembre.

## Sistema de competición
El campeonato se llevó a cabo en dos etapas: en la primera, los equipos jugaron dos ruedas en la modalidad de todos contra todos con partidos de ida y vuelta, lo que cual dio un total de 30 fechas. En la segunda etapa, los dos mejores equipos al cabo de las 30 fechas disputaron el título nacional en una final con partidos de ida y vuelta. El campeón clasificó a la Copa Libertadores 2012 como Perú 1, mientras que el subcampeón lo hizo como Perú 2. El tercer clasificado para la Libertadores, Perú 3, fue el equipo que ocupó el tercer lugar de la primera etapa. Asimismo, los tres equipos subsiguientes clasificaron a la Copa Sudamericana 2012. Finalmente, los equipos que ocuparon las dos últimas posiciones perdieron la categoría.

## Ascensos y descensos
Hubo 2 Descensos en la Temporada 2010 y 2 Ascensos (1 Campeón de Copa Perú y 1 Campeón de Segunda División) en esta Temporada.
Por lo que se Mantienen los mismos 16 equipos para este 2011.
| Posición            | Ascendidos de la Copa Perú y Segunda División 2010 |
| ------------------- | -------------------------------------------------- |
| 1. 1º Final CP 2010 | Unión Comercio (Copa Perú 2010 Final) Asciende     |
| 2. 1º 2D 2010       | Cobresol FBC (Segunda División 2010) Asciende      |

| Posición    | Descendidos a la Segunda División 2011                                                                       |
| ----------- | --- |
| 15° 1D 2010 | José Gálvez FBC (Segunda División 2011) (D)                                                                  |
| 16° 1D 2010 | Total Chalaco FC (Debido a deudas el Club optó por no participar en Segunda División 2011 y desaparecer) (D) |

- El Total Chalaco FC, Debido a deudas optó por no participar en Segunda División 2011 y desaparecer.[3]

## Equipos participantes

### Datos de los clubes
| Club                      | Ciudad   | Entrenador           | Estadio                   | Aforo  | Césped     | Marca     |
| ------------------------- | -------- | -------------------- | ------------------------- | ------ | ---------- | --------- |
| Alianza Atlético          | Sullana  | Roberto Arrelucea    | Miguel Grau               | 25.000 | Artificial | Walon     |
| Alianza Lima              | Lima     | Miguel Ángel Arrué   | Alejandro Villanueva      | 35.000 | Natural    | Nike      |
| Cienciano                 | Cusco    | Carlos Daniel Jurado | Inca Garcilaso de la Vega | 42.056 | Natural    | Multimax  |
| Cobresol                  | Moquegua | Teddy Cardama        | 25 de Noviembre           | 21.000 | Natural    | Loma's    |
| CNI                       | Iquitos  | Jorge Giordano       | Max Augustín              | 24.576 | Artificial | Walon     |
| FBC Melgar                | Arequipa | Wilmar Valencia      | Monumental de la UNSA     | 45.000 | Natural    | Joma      |
| Inti Gas                  | Ayacucho | Edgar Ospina         | Ciudad de Cumaná          | 15.000 | Natural    | Loma's    |
| Juan Aurich               | Chiclayo | Diego Umaña          | Elías Aguirre             | 23.000 | Artificial | Marathon  |
| León de Huánuco           | Huánuco  | Franco Navarro       | Heraclio Tapia            | 20.000 | Natural    | Walon     |
| Sport Boys                | Callao   | Alberto Castillo     | Miguel Grau               | 17.000 | Natural    | Triathlon |
| Sport Huancayo            | Huancayo | Roberto Mosquera     | Huancayo                  | 18.000 | Natural    | Manchete  |
| Sporting Cristal          | Lima     | Francisco Melgar (i) | San Martín de Porres      | 15.000 | Natural    | Umbro     |
| Unión Comercio            | Rioja    | Julio César Uribe    | IPD de Moyobamba          | 10.000 | Artificial | Real      |
| Universidad César Vallejo | Trujillo | Víctor Rivera        | Mansiche                  | 24.000 | Artificial | Real      |
| Universidad San Martín    | Lima     | Aníbal Ruiz          | San Martín de Porres      | 15.000 | Natural    | Umbro     |
| Universitario             | Lima     | José del Solar       | Monumental                | 80.093 | Natural    | Umbro     |

### Cambios de entrenadores
| Jornada | Club             | Entrenador saliente | Fecha de salida          | Posición | Reemplazado por             |
| ------- | ---------------- | ------------------- | ------------------------ | -------- | --------------------------- |
| 8ª      | Sporting Cristal | Guillermo Rivarola  | 19 de abril de 2011      | 9º       | Juan Reynoso                |
| 12.ª    | Unión Comercio   | Hernán Lisi         | 12 de mayo de 2011       | 10º      | Gustavo Buena               |
| 13.ª    | FBC Melgar       | Claudio Techera     | 16 de mayo de 2011       | 15º      | Wilmar Valencia             |
| 13.ª    | Alianza Atlético | Roque Alfaro        | 17 de mayo de 2011       | 16º      | Roberto Arrelucea           |
| 15.ª    | Sport Boys       | Miguel Company      | 10 de junio de 2011      | 13º      | Alberto Castillo            |
| 15.ª    | Alianza Lima     | Gustavo Costas      | 18 de julio de 2011      | 1º       | Miguel Ángel Arrué          |
| 15.ª    | Unión Comercio   | Gustavo Buena       | 22 de julio de 2011      | 10º      | Julio César Uribe           |
| 20.ª    | Cienciano        | Marcelo Trobbiani   | 29 de agosto de 2011     | 5º       | Carlos Daniel Jurado        |
| 23ª     | CNI              | Marcial Salazar     | 26 de septiembre de 2011 | 15º      | Jorge Giordano              |
| 28ª     | Sporting Cristal | Juan Reynoso        | 22 de noviembre de 2011  | 11º      | Francisco Melgar (interino) |

## Clasificación

### Tabla de posiciones
| Pos. | Equipo                    | Pts. | PJ | PG | PE | PP | GF | GC | DG  |
| ---- | ------------------------- | ---- | -- | -- | -- | -- | -- | -- | --- |
| 1    | Juan Aurich               | 57   | 30 | 15 | 11 | 4  | 46 | 21 | +25 |
| 2    | Alianza Lima(7)           | 57   | 30 | 16 | 7  | 7  | 44 | 25 | +19 |
| 3    | Sport Huancayo            | 50   | 30 | 15 | 5  | 10 | 49 | 33 | +16 |
| 4    | Universidad San Martín    | 47   | 30 | 13 | 8  | 9  | 43 | 24 | +19 |
| 5    | León de Huánuco           | 46   | 30 | 14 | 4  | 12 | 37 | 30 | +7  |
| 6    | Unión Comercio(6)         | 45   | 30 | 13 | 6  | 11 | 48 | 42 | +6  |
| 7    | Inti Gas                  | 44   | 30 | 12 | 8  | 10 | 42 | 41 | +1  |
| 8    | Cienciano                 | 40   | 30 | 12 | 4  | 14 | 42 | 46 | -4  |
| 9    | Cobresol(6)               | 39   | 30 | 9  | 12 | 9  | 31 | 40 | -9  |
| 10   | Sporting Cristal(1) (3)   | 38   | 30 | 10 | 8  | 12 | 30 | 34 | -4  |
| 11   | Sport Boys(2) (3)         | 36   | 30 | 10 | 6  | 14 | 36 | 49 | -13 |
| 12   | FBC Melgar                | 34   | 30 | 9  | 7  | 14 | 37 | 44 | -7  |
| 13   | Universidad César Vallejo | 34   | 30 | 9  | 7  | 14 | 32 | 42 | -10 |
| 14   | Universitario             | 34   | 30 | 8  | 10 | 12 | 25 | 35 | -10 |
| 15   | CNI(2) (5)(7)             | 33   | 30 | 9  | 6  | 15 | 35 | 45 | -10 |
| 16   | Alianza Atlético          | 33   | 30 | 10 | 3  | 17 | 24 | 41 | -17 |

|    | |
| +2 | Alianza Lima obtuvo dos puntos de bonificación por finalizar en el primer puesto del Torneo de Promoción y Reserva de 2011. |
| +1 | Juan Aurich obtuvo un punto de bonificación por finalizar en el segundo puesto del Torneo de Promoción y Reserva de 2011.   |
|    | Clasificado a la final del torneo y a la fase de grupos de la Copa Libertadores 2012.                                       |
|    | Clasificado a la primera fase de la Copa Libertadores 2012.                                                                 |
|    | Clasificado a la Copa Sudamericana 2012.                                                                                    |
|    | Descendido a la Segunda División 2012.                                                                                      |

- El Total Chalaco FC, Debido a deudas optó por no participar en Segunda División 2011 y desaparecer.
- El CNI de Iquitos descendió a Segunda División 2012 pero por problemas económicos, optó por jugar en la Copa Perú 2012 Región III de la Etapa Regional por decisión propia.
- El Alianza Atlético descendió a Segunda División 2012, Pero decidieron No Jugar en ningún Torneo, ya que esperaban la decisión del TAS a su favor regresando por Resolución en Primera 2015.

### Evolución de la clasificación
| Equipo / Jornada    | 1  | 2  | 3  | 4  | 5  | 6  | 7  | 8  | 9  | 10 | 11 | 12 | 13 | 14 | 15 | 16 | 17 | 18 | 19 | 20 | 21 | 22 | 23 | 24 | 25 | 26 | 27 | 28 | 29 | 30 |
| ------------------- | -- | -- | -- | -- | -- | -- | -- | -- | -- | -- | -- | -- | -- | -- | -- | -- | -- | -- | -- | -- | -- | -- | -- | -- | -- | -- | -- | -- | -- | -- |
| Juan Aurich         | 7  | 4  | 4  | 7  | 3  | 3  | 4  | 3  | 2  | 3  | 1  | 3  | 3  | 3  | 3  | 2  | 2  | 2  | 2  | 2  | 2  | 2  | 2  | 2  | 2  | 2  | 2  | 2  | 1  | 1  |
| Alianza Lima        | 1  | 2  | 2  | 1  | 1  | 1  | 1  | 2  | 3  | 2  | 4  | 2  | 2  | 2  | 1  | 1  | 1  | 1  | 1  | 1  | 1  | 1  | 1  | 1  | 1  | 1  | 1  | 1  | 2  | 2  |
| Sport Huancayo      | 14 | 12 | 14 | 8  | 12 | 12 | 8  | 5  | 7  | 8  | 6  | 7  | 9  | 11 | 5  | 4  | 4  | 4  | 5  | 3  | 4  | 4  | 4  | 4  | 4  | 4  | 4  | 3  | 3  | 3  |
| Univ. San Martín    | 8  | 5  | 8  | 9  | 13 | 15 | 15 | 15 | 15 | 16 | 14 | 11 | 13 | 13 | 12 | 12 | 9  | 9  | 10 | 9  | 8  | 10 | 8  | 6  | 5  | 5  | 5  | 5  | 4  | 4  |
| León de Huánuco     | 13 | 15 | 10 | 6  | 11 | 13 | 14 | 14 | 12 | 15 | 11 | 13 | 8  | 7  | 4  | 6  | 7  | 5  | 8  | 6  | 3  | 3  | 3  | 3  | 3  | 3  | 3  | 4  | 5  | 5  |
| Unión Comercio      | 15 | 16 | 11 | 12 | 14 | 10 | 12 | 6  | 9  | 6  | 9  | 10 | 10 | 9  | 10 | 10 | 10 | 10 | 11 | 10 | 11 | 11 | 13 | 12 | 12 | 11 | 9  | 7  | 7  | 6  |
| Inti Gas            | 6  | 3  | 3  | 4  | 8  | 11 | 7  | 11 | 6  | 5  | 5  | 5  | 7  | 5  | 7  | 5  | 6  | 8  | 7  | 8  | 6  | 5  | 6  | 8  | 10 | 7  | 7  | 6  | 6  | 7  |
| Cienciano           | 5  | 1  | 1  | 2  | 2  | 2  | 2  | 1  | 1  | 1  | 3  | 1  | 1  | 1  | 2  | 3  | 3  | 3  | 4  | 5  | 7  | 8  | 9  | 7  | 8  | 6  | 6  | 8  | 8  | 8  |
| Cobresol            | 9  | 6  | 6  | 3  | 4  | 4  | 5  | 7  | 8  | 10 | 8  | 9  | 6  | 8  | 9  | 7  | 8  | 6  | 6  | 7  | 9  | 7  | 7  | 9  | 7  | 8  | 8  | 9  | 9  | 9  |
| Sporting Cristal    | 12 | 8  | 7  | 11 | 6  | 5  | 6  | 9  | 11 | 9  | 12 | 12 | 14 | 14 | 13 | 13 | 14 | 15 | 12 | 14 | 12 | 12 | 12 | 11 | 9  | 9  | 10 | 11 | 11 | 10 |
| Sport Boys          | 4  | 9  | 12 | 7  | 7  | 8  | 13 | 13 | 14 | 11 | 13 | 15 | 12 | 10 | 14 | 15 | 15 | 14 | 15 | 13 | 10 | 9  | 11 | 10 | 11 | 10 | 11 | 10 | 10 | 11 |
| FBC Melgar          | 3  | 10 | 13 | 16 | 15 | 16 | 16 | 16 | 16 | 14 | 16 | 14 | 15 | 15 | 15 | 14 | 13 | 13 | 14 | 12 | 13 | 13 | 10 | 13 | 13 | 12 | 13 | 13 | 12 | 12 |
| Univ. César Vallejo | 2  | 7  | 9  | 13 | 9  | 9  | 11 | 8  | 5  | 7  | 7  | 6  | 5  | 6  | 8  | 11 | 12 | 12 | 9  | 11 | 14 | 14 | 14 | 14 | 14 | 14 | 14 | 15 | 14 | 13 |
| Universitario       | 10 | 11 | 5  | 10 | 5  | 7  | 3  | 4  | 4  | 4  | 2  | 4  | 4  | 4  | 6  | 8  | 5  | 7  | 3  | 4  | 5  | 6  | 5  | 5  | 6  | 13 | 12 | 12 | 13 | 14 |
| CNI                 | 16 | 13 | 15 | 15 | 10 | 6  | 9  | 10 | 10 | 12 | 10 | 8  | 11 | 12 | 11 | 9  | 11 | 11 | 13 | 15 | 15 | 15 | 15 | 16 | 16 | 16 | 15 | 14 | 15 | 15 |
| Alianza Atlético    | 11 | 14 | 16 | 14 | 16 | 14 | 10 | 12 | 13 | 13 | 15 | 16 | 16 | 16 | 16 | 16 | 16 | 16 | 16 | 16 | 16 | 16 | 16 | 15 | 15 | 15 | 16 | 16 | 16 | 16 |

## Resultados
Las filas corresponden a los encuentros de local de cada uno de los equipos, mientras que las columnas corresponden a los encuentros de visitante. Según las filas, los resultados en color azul corresponden a victoria del equipo local, rojo a victoria visitante y blanco a empate.
|                     | AAS | AL     | CIE | CNI    | COB    | INT | AUR | LEO | MEL    | SBA    | SHU    | SC  | UC  | UCV | USM | U      |
| ------------------- | --- | ------ | --- | ------ | ------ | --- | --- | --- | ------ | ------ | ------ | --- | --- | --- | --- | ------ |
| Alianza Atlético    |     | 0-2    | 3-1 | 2-1    | 1-2    | 3-0 | 1-1 | 1-0 | 2-1    | 1-2    | 0-2    | 2-1 | 1-0 | 0-1 | 1-2 | 3-0(f) |
| Alianza Lima        | 1-0 |        | 2-0 | 1-0    | 0-0    | 4-2 | 1-0 | 2-1 | 2-0    | 3-0    | 0-2    | 0-0 | 4-1 | 2-1 | 0-0 | 0-0    |
| Cienciano           | 4-0 | 0-1    |     | 1-2    | 5-0    | 2-1 | 2-1 | 1-0 | 2-3    | 3-0    | 1-0    | 0-1 | 2-2 | 1-0 | 3-2 | 3-0    |
| CNI                 | 2-0 | 3-0(j) | 0-2 |        | 2-2    | 0-1 | 0-1 | 2-3 | 1-3    | 3-0(b) | 1-3    | 2-1 | 0-0 | 1-0 | 3-1 | 1-1    |
| Cobresol            | 0-1 | 0-5    | 0-0 | 3-1    |        | 3-1 | 1-1 | 1-1 | 2-1    | 2-2    | 0-0    | 1-1 | 1-0 | 1-2 | 0-0 | 1-1    |
| Inti Gas            | 1-0 | 0-2    | 2-2 | 4-0    | 3-0    |     | 0-0 | 1-0 | 2-0    | 3-1    | 1-2    | 2-0 | 1-0 | 3-0 | 2-0 | 0-0    |
| Juan Aurich         | 2-1 | 2-0    | 5-0 | 2-2    | 2-1    | 3-0 |     | 2-0 | 1-1    | 2-2    | 1-0    | 2-1 | 3-2 | 2-0 | 1-0 | 1-0    |
| León de Huánuco     | 4-0 | 2-0    | 4-0 | 1-3    | 0-1    | 1-2 | 2-1 |     | 1-0    | 1-0    | 2-1    | 1-1 | 1-0 | 3-1 | 1-0 | 2-0    |
| Melgar              | 0-1 | 3-2    | 0-4 | 0-0    | 1-2    | 2-2 | 1-1 | 1-0 |        | 0-1    | 2-2    | 2-1 | 1-2 | 3-0 | 0-1 | 0-0    |
| Sport Boys          | 0-0 | 0-5    | 2-0 | 1-0    | 1-0    | 3-1 | 0-5 | 1-1 | 2-1    |        | 0-3(c) | 0-1 | 1-3 | 1-1 | 1-0 | 2-0    |
| Sport Huancayo      | 3-0 | 0-2    | 2-2 | 3-1    | 1-5    | 2-2 | 0-0 | 1-0 | 4-1    | 3-0    |        | 3-0 | 3-1 | 3-0 | 2-0 | 1-0    |
| Sporting Cristal    | 1-0 | 1-1    | 1-0 | 1-1    | 1-1    | 0-0 | 0-2 | 0-2 | 1-2    | 3-0(e) | 3-0    |     | 2-1 | 2-1 | 0-4 | 3-0(a) |
| Unión Comercio      | 2-0 | 0-0    | 3-1 | 3-0    | 3-0(i) | 3-2 | 1-1 | 5-1 | 1-2    | 0-0    | 2-1    | 1-0 |     | 5-2 | 2-1 | 3-2    |
| Univ. César Vallejo | 0-0 | 1-1    | 2-0 | 3-0    | 3-0(h) | 3-3 | 1-0 | 0-1 | 2-1    | 1-2    | 2-0    | 1-0 | 1-1 |     | 0-2 | 0-0    |
| Univ. San Martín    | 4-0 | 4-0    | 2-0 | 1-0    | 0-0    | 5-0 | 1-1 | 0-0 | 2-2    | 1-0    | 2-1    | 1-1 | 5-1 | 2-1 |     | 0-0    |
| Universitario       | 1-0 | 2-1    | 5-0 | 0-3(g) | 0-1    | 0-0 | 0-0 | 2-1 | 0-3(d) | 2-1    | 2-1    | 1-2 | 3-0 | 2-2 | 1-0 |        |

## Final Nacional
Los dos equipos que finalizaron en los primeros lugares de la etapa regular, se enfrentaron en partidos de ida y vuelta para definir al campeón de la temporada 2011.
| 8 de diciembre de 2011, 16:00 | Juan Aurich       | 1:2 (0:1) | Alianza Lima                         | Estadio Elías Aguirre, Chiclayo                             |                                                             |
|                               | Ysrael Zúñiga 50' | [http://www.adfp.org.pe/portal/estadisticas/DataSport_111.pdf (enlace roto disponible en Internet Archive; véase el historial, la primera versión y la última). Reporte] | Joazhiño Arroé 19' · Jorge Bazán 46' | Asistencia: 19.229 espectadores Árbitro(s): Georges Buckley | Asistencia: 19.229 espectadores Árbitro(s): Georges Buckley |

| 11 de diciembre de 2011, 16:00 | Alianza Lima | 0:1 (0:0) | Juan Aurich       | Estadio Alejandro Villanueva, Lima                          |                                                             |
|                                |              | [http://www.adfp.org.pe/portal/estadisticas/DataSport_112.pdf (enlace roto disponible en Internet Archive; véase el historial, la primera versión y la última). Reporte] | Ysrael Zúñiga 63' | Asistencia: 29.846 espectadores Árbitro(s): Víctor Carrillo | Asistencia: 29.846 espectadores Árbitro(s): Víctor Carrillo |

### Tercer partido
Dado que ambos equipos igualaron en puntos (en los partidos de ida y vuelta no se tomó en cuenta la diferencia de goles), se jugó un tercer partido para definir al campeón de la temporada.
| 1          | POR        | Diego Penny       |      |
| 19         | DEF        | Roberto Guizasola |      |
| 16         | DEF        | Luis Guadalupe    |      |
| 3          | DEF        | Edgard Balbuena   |      |
| 20         | DEF        | Nelinho Quina     |      |
| 25         | MED        | Eduardo Uribe     | 118' |
| 10         | MED        | Ricardo Ciciliano |      |
| 8          | MED        | Pedro Ascoy       | 36'  |
| 28         | MED        | Roberto Merino    |      |
| 30         | MED        | Anderson Cueto    | 76'  |
| 9          | DEL        | Luis Tejada       |      |
| Entrenador | Entrenador | Diego Umaña       |      |

| 12         | POR        | Salomón Libman     |     |
| 23         | DEF        | Amilton Prado      | 70' |
| 4          | DEF        | Leandro Fleitas    |     |
| 5          | DEF        | Christian Ramos    |     |
| 3          | DEF        | Edgar Villamarín   |     |
| 7          | MED        | Édgar González     |     |
| 11         | MED        | Henry Quinteros    | 98' |
| 16         | MED        | Paolo Hurtado      |     |
| 6          | MED        | Junior Viza        |     |
| 13         | MED        | Luis Trujillo      |     |
| 19         | DEL        | Roberto Ovelar     | 46' |
| Entrenador | Entrenador | Miguel Ángel Arrué |     |

| 23 | MED | Jorge Molina  | 36'  |
| 27 | DEL | Reimond Manco | 76'  |
| 11 | MED | Renzo Sheput  | 118' |

| 25 | DEL | Cristofer Soto  | 46' |
| 18 | DEF | Manuel Corrales | 70' |
| 24 | MED | Óscar Vílchez   | 98' |

|                   |                  | 0:0 | Fallo de penal   | Édgar González |
| Renzo Sheput      | Acierto de penal | 1:0 |                  |                |
|                   |                  | 1:1 | Acierto de penal | Cristofer Soto |
| Édgar Balbuena    | Acierto de penal | 2:1 |                  |                |
|                   |                  | 2:1 | Fallo de penal   | Luis Trujillo  |
| Ricardo Ciciliano | Acierto de penal | 3:1 |                  |                |
|                   |                  | 3:1 | Fallo de penal   | Óscar Vílchez  |

| Amonestado | 28'  | Pedro Ascoy   |
| Amonestado | 41'  | Jorge Molina  |
| Amonestado | 58'  | Nelinho Quina |
| Amonestado | 114' | Luis Tejada   |

| Amonestado | 14'  | Junior Viza      |
| Amonestado | 63'  | Henry Quinteros  |
| Amonestado | 80'  | Manuel Corrales  |
| Amonestado | 93'  | Édgar Villamarín |
| Amonestado | 113' | Cristofer Soto   |

| Árbitro | Víctor Hugo Rivera |

| 1          | POR        | Diego Penny       |      |
| 19         | DEF        | Roberto Guizasola |      |
| 16         | DEF        | Luis Guadalupe    |      |
| 3          | DEF        | Edgard Balbuena   |      |
| 20         | DEF        | Nelinho Quina     |      |
| 25         | MED        | Eduardo Uribe     | 118' |
| 10         | MED        | Ricardo Ciciliano |      |
| 8          | MED        | Pedro Ascoy       | 36'  |
| 28         | MED        | Roberto Merino    |      |
| 30         | MED        | Anderson Cueto    | 76'  |
| 9          | DEL        | Luis Tejada       |      |
| Entrenador | Entrenador | Diego Umaña       |      |

| 12         | POR        | Salomón Libman     |     |
| 23         | DEF        | Amilton Prado      | 70' |
| 4          | DEF        | Leandro Fleitas    |     |
| 5          | DEF        | Christian Ramos    |     |
| 3          | DEF        | Edgar Villamarín   |     |
| 7          | MED        | Édgar González     |     |
| 11         | MED        | Henry Quinteros    | 98' |
| 16         | MED        | Paolo Hurtado      |     |
| 6          | MED        | Junior Viza        |     |
| 13         | MED        | Luis Trujillo      |     |
| 19         | DEL        | Roberto Ovelar     | 46' |
| Entrenador | Entrenador | Miguel Ángel Arrué |     |

| 23 | MED | Jorge Molina  | 36'  |
| 27 | DEL | Reimond Manco | 76'  |
| 11 | MED | Renzo Sheput  | 118' |

| 25 | DEL | Cristofer Soto  | 46' |
| 18 | DEF | Manuel Corrales | 70' |
| 24 | MED | Óscar Vílchez   | 98' |

|                   |                  | 0:0 | Fallo de penal   | Édgar González |
| Renzo Sheput      | Acierto de penal | 1:0 |                  |                |
|                   |                  | 1:1 | Acierto de penal | Cristofer Soto |
| Édgar Balbuena    | Acierto de penal | 2:1 |                  |                |
|                   |                  | 2:1 | Fallo de penal   | Luis Trujillo  |
| Ricardo Ciciliano | Acierto de penal | 3:1 |                  |                |
|                   |                  | 3:1 | Fallo de penal   | Óscar Vílchez  |

| Amonestado | 28'  | Pedro Ascoy   |
| Amonestado | 41'  | Jorge Molina  |
| Amonestado | 58'  | Nelinho Quina |
| Amonestado | 114' | Luis Tejada   |

| Amonestado | 14'  | Junior Viza      |
| Amonestado | 63'  | Henry Quinteros  |
| Amonestado | 80'  | Manuel Corrales  |
| Amonestado | 93'  | Édgar Villamarín |
| Amonestado | 113' | Cristofer Soto   |

| Árbitro | Víctor Hugo Rivera |

|                                         |
|                                         |
| Campeón Nacional Juan Aurich 1.º título |

## Goleadores
| Jugador   | Jugador             | Goles | Equipo(s)                      |
| --------- | ------------------- | ----- | ------------------------------ |
| Panamá    | Luis Tejada         | 17    | Juan Aurich                    |
| Colombia  | Humberto Osorio     | 16    | Inti Gas                       |
| Perú      | Roberto Jiménez     | 16    | Unión Comercio                 |
| Perú      | Irven Ávila         | 14    | Sport Huancayo                 |
| Paraguay  | Roberto Ovelar      | 14    | Alianza Lima                   |
| Perú      | Sergio Ibarra       | 11    | Cienciano                      |
| Argentina | Claudio Velázquez   | 10    | Cobresol                       |
| Colombia  | Julio Caicedo       | 10    | Cobresol                       |
| Perú      | Johan Fano          | 10    | Universitario                  |
| Perú      | Antonio Meza-Cuadra | 9     | FBC Melgar                     |
| Perú      | Ryan Salazar        | 8     | CNI                            |
| Perú      | Ángelo Cruzado      | 8     | Inti Gas                       |
| Perú      | Jorge Leiva         | 8     | León de Huánuco                |
| Argentina | Germán Alemanno     | 8     | Universidad San Martín         |
| Colombia  | Martín García       | 8     | Sport Boys (5) / Cienciano (3) |
| Brasil    | Leandro Franco      | 7     | Sport Boys                     |

## Premiación[30]
| Jugador          | Equipo                    | Categoría                                  |
| ---------------- | ------------------------- | ------------------------------------------ |
| Irven Ávila      | Sport Huancayo            | Mejor Jugador / Mejor delantero            |
| Luis Tejada      | Juan Aurich               | Mejor jugador extranjero / Máximo goleador |
| Andy Polo        | Universitario de Deportes | Jugador revelación                         |
| Paolo Hurtado    | Alianza Lima              | Mejor mediocampista                        |
| Luis Guadalupe   | Juan Aurich               | Mejor defensa                              |
| Diego Penny      | Juan Aurich               | Mejor arquero                              |
| Roberto Mosquera | Sport Huancayo            | Mejor entrenador                           |
| Johan Fano       | Universitario de Deportes | Mejor gol (Ante Unión Comercio)            |
| Roberto Palacios | Sporting Cristal          | Homenaje por su trayectoria                |